# Скугог (річка)
Скугог — річка в місті Каварта-Лейкс у Центральному Онтаріо, Канада. Вона протікає в районі озер Каварта, є частиною басейну Великих озер і гілкою водного шляху Трент — Северн.
Річка тече на північ від північно-східного краю озера Скугог, проходить попід шосе Онтаріо 7, прямує через громаду Ліндсі, де проходить через шлюз водного шляху Трент — Северн № 33 і пов'язані з ним контрольні дамби, і досягає свого гирла в озері Стерджен. Своєю чергою, стік води з озера Стерджен іде через річки Отонабі та Трент до озера Онтаріо.

## Притоки
- Іст-Крос-Крік (права)
- Маріпоза-Брук (ліва)